# Vereinigung Norddeutscher Chirurgen

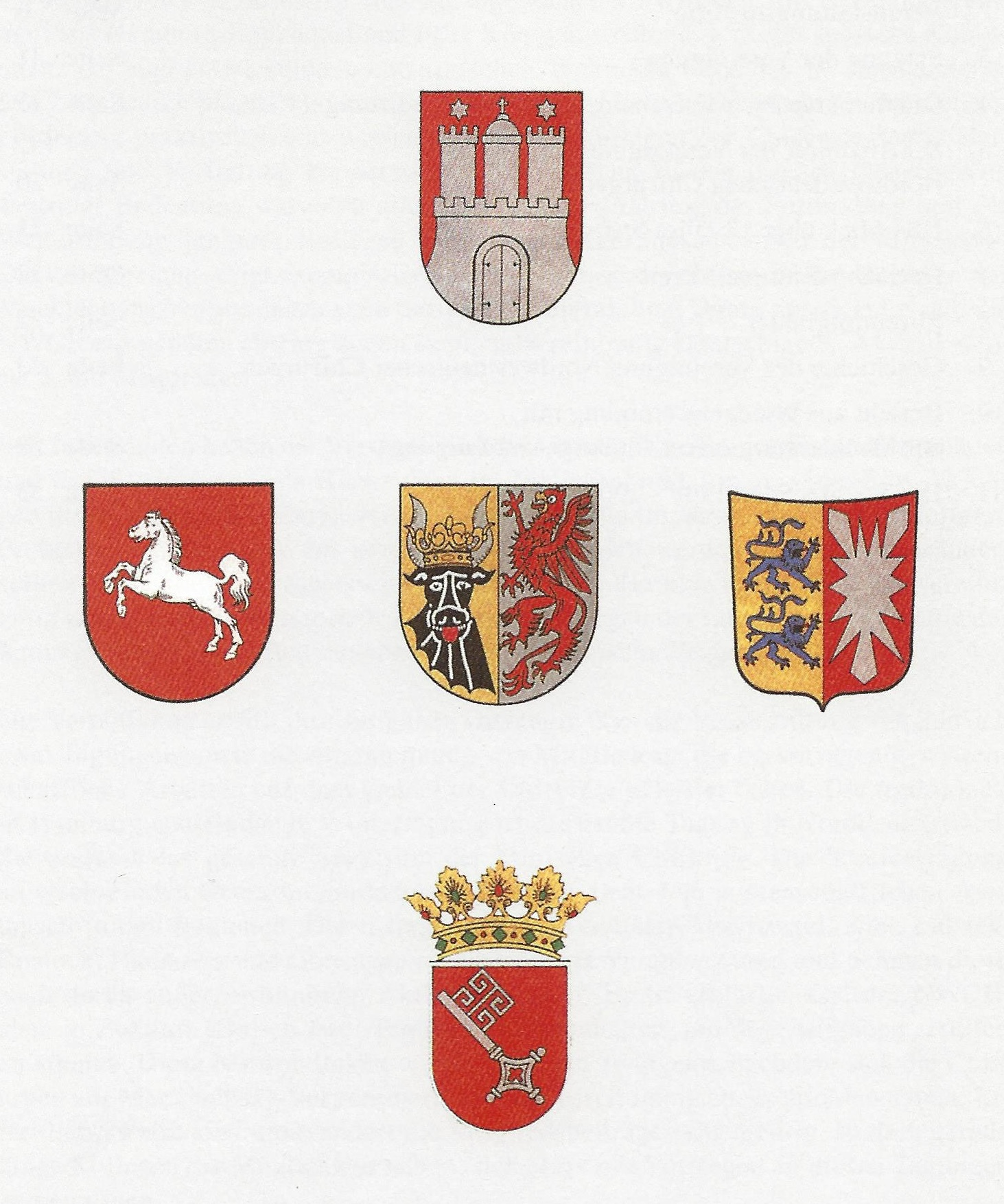
Länder der Vereinigung Norddeutscher Chirurgen

Die Vereinigung Norddeutscher Chirurgen ist eine gemeinnützige Fachgesellschaft von Chirurgen in Norddeutschland. Sie umfasst die Länder Hamburg, Niedersachsen, Mecklenburg-Vorpommern, Schleswig-Holstein und die Freie Hansestadt Bremen. Mit über 1000 Mitgliedern gehört sie zu den ältesten und größten Regionalgesellschaften.

## Geschichte
Hermann Kümmell vom Allgemeinen Krankenhaus Eppendorf und Fritz König vom Allgemeinen Krankenhaus Altona initiierten 1908 die Vereinigung Nordwestdeutscher Chirurgen. Zum engsten Gründerkreis gehörten auch Friedrich Pels Leusden und Wilhelm Anschütz. Mit Zustimmung der dirigierenden Kollegen in Kiel, Rostock, Bremen und Lübeck wurde die Vereinigung am 23. Januar 1909 in Hamburg gegründet. Sie fördert praktische und wissenschaftliche Anliegen der Chirurgie und ihre Zusammenarbeit mit den Nachbarfächern. Bis zum Ersten Weltkrieg tagte sie dreimal, ab 1921 zweimal im Jahr. 1946 leitete Carl Ritter die erste Nachkriegstagung in Büren (Westfalen). Auswärtige Tagungsorte waren Danzig (1929), Stettin (1937) und   Berlin (1960, 1972, 1981, 1991). Zum Dank für die jahrzehntelange Ausbildung in Deutschland luden die schwedischen Chirurgen die Nordwestdeutschen Kollegen 1927 zu ihrer Sommertagung nach Lund ein. Tagungsorte in Schweden waren auch Göteborg (1959) und Malmö (1974). Seit 1951 tritt die Vereinigung im Winter in Hamburg, im Sommer an wechselnden Orten in Norddeutschland zusammen. 1993 vereinigte sie sich mit der 1959 entstandenen Wissenschaftlichen Gesellschaft für Chirurgie an den Universitäten Greifswald und Rostock. Im Dezember 1995 rief sie die nach Günther Haenisch benannte Forschungs- und Studienstiftung ins Leben. Nach Wolfgang Teichmann ist Anna Duprée Vorsitzende der Stiftung. Neben Posterpreisen lobt die Vereinigung seit 1967 den Hermann Kümmell-Preis für Assistenzärzte aus. 2015 wurde die Gesellschaft in Vereinigung Norddeutscher Chirurgen (NDCH) umbenannt.

## Ehrenmitglieder

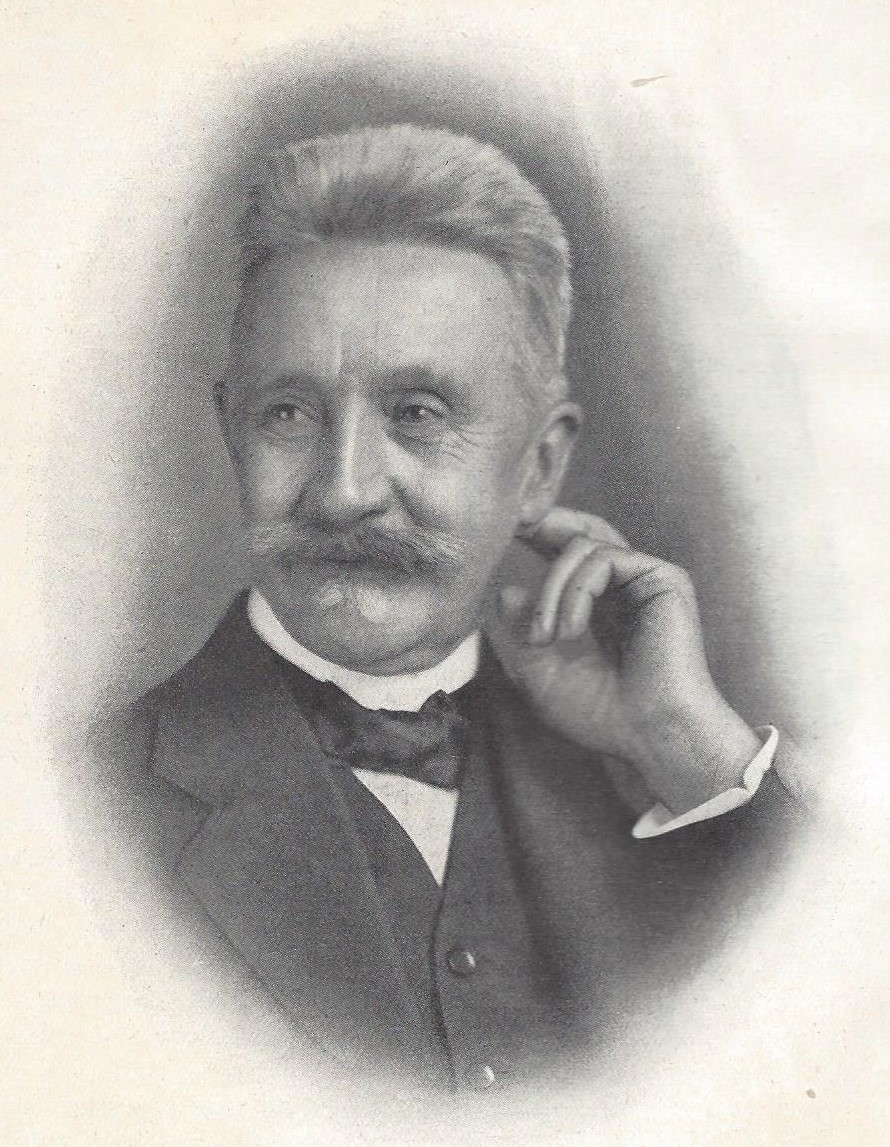
August Wiesinger, Vorsitzender der 4. Tagung (1910)

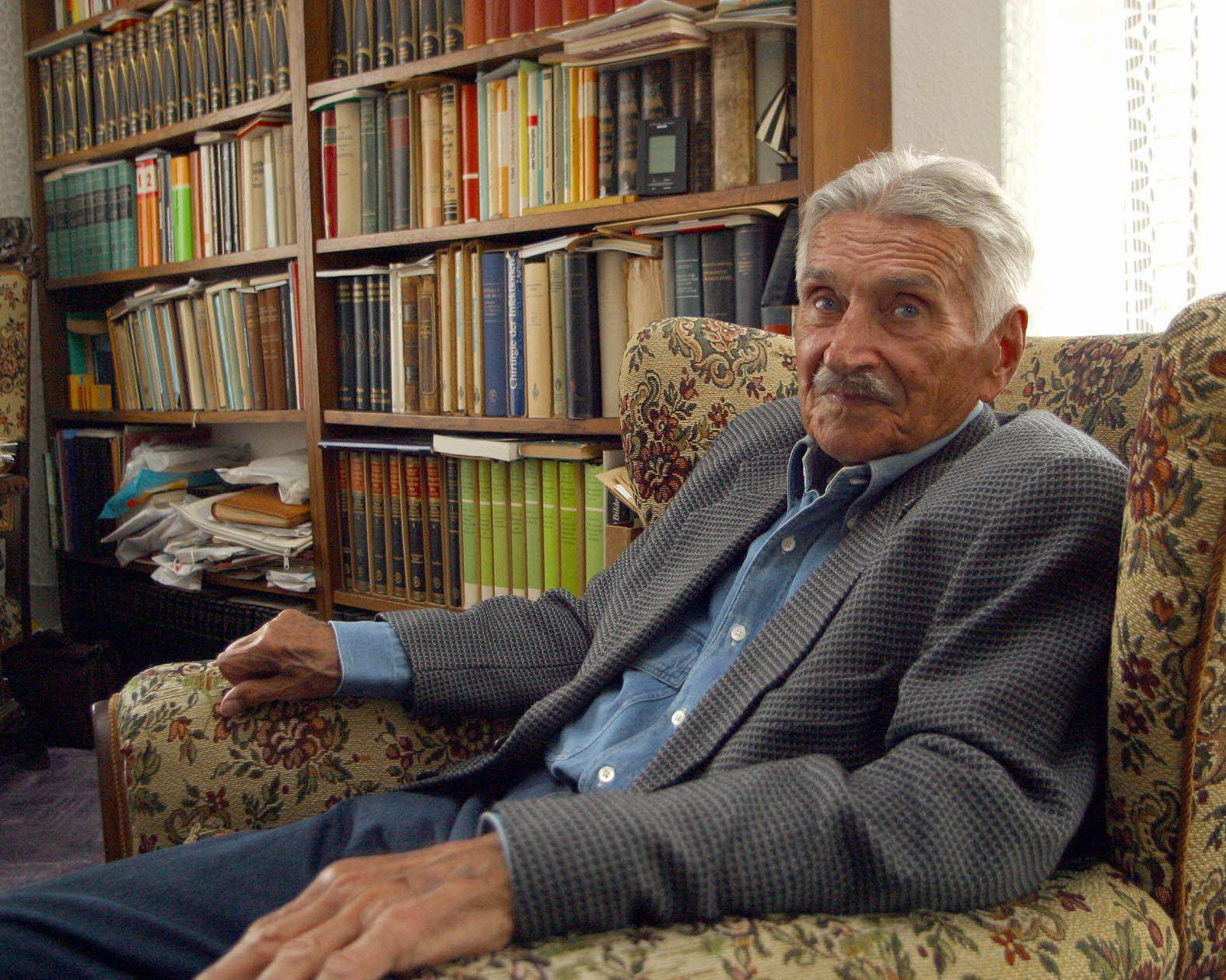
Otto Scholz

- Wilhelm Anschütz
- Hartwig Bauer
- Henning Brütt
- Heinrich Bürkle de la Camp
- Christoph Eggers
- Willi Felix
- Walther Fischer
- Wilhelm Fischer
- Alfred Gütgemann
- Horst Hamelmann
- Wilhelm Hartel
- Georg Heberer
- Hans Hellner
- Herbert Imig
- Adolf Jenckel
- Herbert Junghanns
- Tido Junghans (2021)
- Georg Ernst Konjetzny
- Hermann Kümmell
- Gerhard Küntscher
- Heinrich Kuntzen
- Wilhelm Müller
- Wolfgang Müller-Osten
- Gustav Adolf Neuber
- Rudolf Nissen
- Franz Oehlecker
- Hans-Jürgen Peiper
- Friedrich Pels Leusden
- Fritz Rehbein
- Carl Georg Ritter
- Ernst Roedelius
- Otto Roth
- Friedrich-Wilhelm Schildberg
- Otto Scholz
- Heinz-Jürgen Schröder
- Volker Schumpelick
- Egbert Schwarz
- Jörg Rüdiger Siewert
- Friedrich Stelzner
- Rudolf Stich
- Paul Sudeck
- Wolfgang Teichmann
- Arnulf Thiede
- Karsten Vilmar
- Johannes Volkmann
- Rudolf Zenker
- Ludwig Zukschwerdt